# غريبنشتاين
غربن‌اشتاين (بالألمانية: Grebenstein) هي بلدة، مدينة و بلدة ألمانية تقع في ألمانيا في كاسل. يقدر عدد سكانها بـ 6,144 نسمة .

## المدن التوأمة
مدن سارسينا، لوبيك (هولندا) و Lezoux هي مدن توأمة لـغربن‌اشتاين.

## أعلام
- فيلهلم فيفر